# Type-Moon
Type-Moon (gestileerd als TYPE-MOON) is een Japanse computerspelontwikkelaar die werd opgericht in 1998. Het hoofdkantoor is gevestigd in Taito, Tokio.
Het bedrijf is officieel bekend als Notes Co., Ltd. Type-Moon is een merknaam als hommage aan de oorspronkelijke Dojinshi-cirkel.

## Geschiedenis
Type-Moon werd opgericht door schrijver Kinoko Nasu en illustrator Takashi Takeuchi. Het eerste grote project was de roman Kara no Kyōkai – the Garden of sinners, die in oktober 1998 op het internet verscheen en vervolgens als boek gepubliceerd werd door Kodansha Publishing in 2004 en 2007.
Nasu en Takeuchi richtten zich daarna op het ontwikkelen van visuele romans, waaronder de populair geworden series Tsukihime en Fate/stay night.

## Werken
- Kara no Kyōkai (1998, roman)
- Tsukihime (2000, eroge)
- Kagetsu Tōya (2001)
- Melty Blood (2002)
- Fate/stay night (2004, visuele roman)
- Fate/hollow ataraxia (2005)
- Fate/Zero (2006)
- Fate/tiger colosseum (2007)
- Fate/Strange Fake (2008)
- Fate/Unlimited Codes (2008)
- Girl’s Work (2008, animeserie)
- Fate/Extra (2010)
- Fate/Prototype (2011)
- Fate/Apocrypha (2012)
- Mahōtsukai no Yoru (2012)
- Fate/Extra CCC (2013)
- Rōdo Erumeroi Nisei no Jikenbo (2014, roman)
- Fate/Grand Order (2015)
- Fate/Extella: The Umbral Star (2016)
- Fate/Grand Order: First Order (2016, tv-special)
- Tsukihime -A piece of blue glass moon- (2021, visuele roman)
- Fate/Samurai Remnant (2023)